# خاطره باغ در اخن (خانم‌های ارل)
خاطره باغ در اخن (خانمهای ارل) یک نقاشی رنگ روغن است که توسط ونسان ون گوگ کشیده شده است. این نقاشی که حدود ماه نوامبر سال ۱۸۸۸ در ارل کشیده شد در مجموعه موزه ارمیتاژ نگهداری می‌شود. ونسان ون گوگ قصد داشت آن را به عنوان دکور به دیوار اتاق خوابش در خانه زرد آویزان کند.